# سنجاب زمینی بربری
سنجاب زمینی بربری (نام علمی: Atlantoxerus getulus) نام یک گونه از تبار خشکی‌سنجاب‌ها است.